# 代讷布勒克
代讷布勒克（法語：Dennebrœucq，法語發音：[dɛnbʁœk]）是法国上法蘭西大區加来海峡省的一个市镇，属于圣奥梅尔区。

## 地理
代讷布勒克（50°34'24"N, 2°9'11"E）面积3.73 平方千米，位于法国上法蘭西大區加来海峡省，该省份为法国北部沿海省份，西北濒北海，南至索姆省，东临北部省。
与代讷布勒克接壤的市镇（或旧市镇、城区）包括：科耶克、芒卡、勒克兰冈、欧丹克坦。

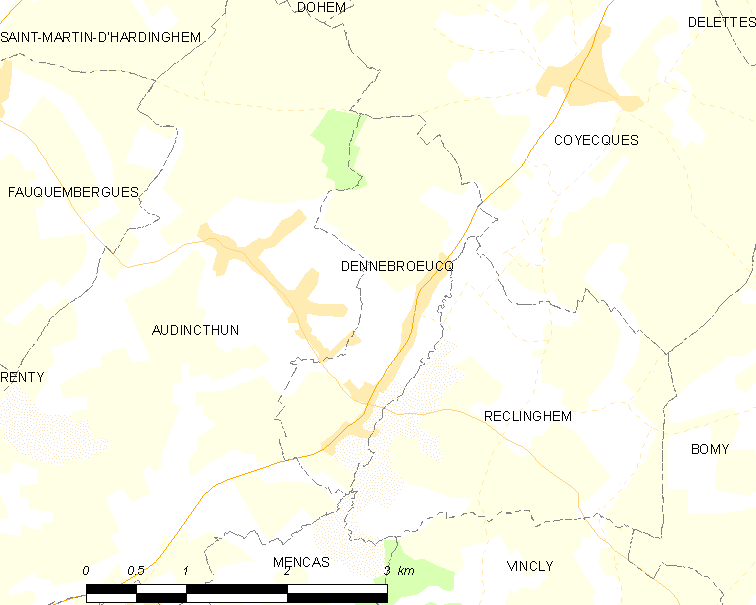
代讷布勒克的OSM定位图

代讷布勒克的时区为UTC+01:00、UTC+02:00（夏令时）。

## 行政
代讷布勒克的邮政编码为62560，INSEE市镇编码为62267。

## 政治
代讷布勒克所属的省级选区为弗吕日县。

## 人口

1962-2008年间代讷布勒克人口变化图示

代讷布勒克于2022年1月1日时的人口数量为394人。